# Антревілл (Південна Кароліна)
Антревілл (англ. Antreville) — переписна місцевість (CDP) в США, в окрузі Аббвілл штату Південна Кароліна. Населення — 147 осіб (2020).

## Географія
Антревілл розташований за координатами 34°17′46″ пн. ш. 82°33′40″ зх. д. / 34.29611° пн. ш. 82.56111° зх. д. (34.295995, -82.561196).  За даними Бюро перепису населення США в 2010 році переписна місцевість мала площу 10,09 км², з яких 10,05 км² — суходіл та 0,04 км² — водойми.

## Демографія
Згідно з переписом 2010 року, у переписній місцевості мешкало 140 осіб у 57 домогосподарствах у складі 40 родин. Густота населення становила 14 осіб/км².  Було 72 помешкання (7/км²).
Расовий склад населення:
| - 87,1 % — білих - 12,1 % — чорних або афроамериканців |

До двох чи більше рас належало 0,7 %. Частка іспаномовних становила 0,0 % від усіх жителів.
За віковим діапазоном населення розподілялося таким чином: 20,7 % — особи молодші 18 років, 53,6 % — особи у віці 18—64 років, 25,7 % — особи у віці 65 років та старші. Медіана віку мешканця становила 46,5 року. На 100 осіб жіночої статі у переписній місцевості припадало 79,5 чоловіків;  на 100 жінок у віці від 18 років та старших — 76,2 чоловіків також старших 18 років.
Середній дохід на одне домашнє господарство  становив 28 571 долар США (медіана — 27 446), а середній дохід на одну сім'ю — 29 782 долари (медіана — 28 333). 
Цивільне працевлаштоване населення становило 37 осіб. Основні галузі зайнятості: мистецтво, розваги та відпочинок — 54,1 %, науковці, спеціалісти, менеджери — 21,6 %, освіта, охорона здоров'я та соціальна допомога — 21,6 %.